# Luty 2024

## 29 lutego
- Co najmniej 46 osób zginęło, a 75 zostało rannych w pożarze budynku w Dhace w Bangladeszu[1].

## 28 lutego
- Co najmniej 17 osób zginęło, a 14 zostało rannych w wyniku zderzenia dwóch autobusów w San Juan de Opoa w departamencie Copán w Hondurasie[2].
- Urzędnicy z prorosyjskiego separatystycznego Naddniestrza, uznawanego na arenie międzynarodowej za część Mołdawii, zaapelowali do rosyjskiej Dumy o interwencję w Naddniestrzu w obliczu rosnących napięć z rządem mołdawskim[3].
- Chiny wezwały największe państwa świata posiadające broń nuklearną do wynegocjowania traktatu „zakaz pierwszego użycia”. Chiny i Indie to obecnie jedyne dwie potęgi nuklearne, które formalnie utrzymują politykę zakazu pierwszego użycia[4].

## 27 lutego
- Inwazja Rosji na Ukrainę: Ukraińskie wojsko wycofało się z wiosek Siewerne i Stepowe koło Awdijiwki w obwodzie donieckim po ogłoszeniu 26 lutego tego roku wycofania się z pobliskiej wsi Łastoczkyne[5].

## 26 lutego
- Węgierskie Zgromadzenie Narodowe wybrało Tamása Sulyoka na urząd prezydenta Węgier. 5 marca Sulyok zastąpi byłą prezydent Katalin Novák, która w wyniku skandalu ustąpiła 10 lutego[6].
- Feleti Teo zastąpił Kausea Natano na stanowisku premiera Tuvalu[7].

## 22 lutego
- Co najmniej 10 osób zginęło, a co najmniej 14 zostało rannych w pożarze 14-piętrowego budynku mieszkalnego w Walencji w Hiszpanii[8].
- Zespół Linkin Park opublikował nieznany wcześniej utwór pt. „Friendly Fire” nagrany w 2017 roku z nieżyjącym już wokalistą Chesterem Benningtonem[9].

## 20 lutego
- Astronomowie zidentyfikowali najjaśniejszy obiekt, jaki kiedykolwiek zaobserwowano, QSO J0529-4351, kwazar, który akreuje ok. jednej masy Słońca dziennie[10][11].

## 18 lutego
- Odbyła się 77. ceremonia wręczenia nagród Brytyjskiej Akademii Filmowej. Za najlepszy film uznano dramat biograficzny Oppenheimer, a najlepszego reżysera jego twórcę Christophera Nolana. Najlepszym filmem brytyjskim oraz nieanglojęzycznym ogłoszono koprodukcję amerykańsko-brytyjsko-polską Strefa interesów[12][13].
- Zakończyły się 54. mistrzostwa świata w biathlonie, rozgrywane w czeskim Novym Měście na Moravě[14].
- Zakończyły się 21. mistrzostwa świata w pływaniu, rozgrywane w Dosze[15].

## 17 lutego
- Inwazja Rosji na Ukrainę: Naczelny Wódz armii ukraińskiej generał Ołeksandr Syrski ogłosił całkowite wycofanie wojsk ukraińskich z Awdijiwki po miesiącach ciężkich walk i rosyjskich próbach zajęcia miasta[16].
- Kapituła Generalna Kościoła Starokatolickiego Mariawitów w RP, podjęła decyzję o przyjęciu do Kościoła Starokatolickiego Mariawitów duchownych i wiernych Kościoła Św. Maryi w Mont-Saint-Aignan. Jednocześnie Kapituła zadecydowała o utworzeniu Diecezji Normandii Prowincji Francuskiej Kościoła Starokatolickiego Mariawitów, której biskupem ordynariuszem został bp Roland Fleury[17].

## 16 lutego
- Inwazja Rosji na Ukrainę: Ukraina ogłosiła wycofanie swoich wojsk z pozycji na południu Awdijiwki w związku z ciężkimi starciami z siłami rosyjskimi o kontrolę nad miastem. Wycofanie nastąpiło dzień po wkroczeniu żołnierzy rosyjskich z różnych kierunków do miasta[18].

## 15 lutego
- Parlament Grecji przyjął ustawę zezwalającą na zawieranie małżeństw osób tej samej płci[19].
- Pierwszy amerykański lądownik księżycowy od czasu nieudanej Peregrine Mission One, Odysseus został wystrzelony w Centrum Kosmicznego Johna F. Kennedy’ego na Florydzie w Stanach Zjednoczonych[20].

## 14 lutego
- 15 osób zginęło, a osiem zostało rannych w wyniku zderzenia ciężarówki i czterech mikrobusów w Aleksandrii w Egipcie[21].

## 12 lutego
- W Zatoce Meklemburskiej na Morzu Bałtyckim odkryto liczącą ponad 10 tys. lat podwodną konstrukcję z epoki kamienia. Kilometrowy kamienny mur może być najstarszą konstrukcją wzniesioną przez człowieka na ziemi[22].

## 11 lutego
- Liczba ofiar śmiertelnych osuwiska w Maco, Davao de Oro na Filipinach, które miało miejsce pięć dni temu, wzrosła do 54 osób. 63 kolejne nadal uważano za zaginione[23].
- Odbyła się druga tura wyborów prezydenckich w Finlandii, którą wynikiem 51,6% głosów wygrał Alexander Stubb (Partia Koalicji Narodowej)[24].
- Drużyna Kansas City Chiefs wygrała 58. edycję Super Bowl, było to 4. w historii zwycięstwo zespołu w finale Super Bowl[25].

## 8 lutego
- W Pakistanie odbyły się wybory parlamentarne. Najwięcej głosów zdobyli kandydaci zarejestrowani jako niezależni, następne były Pakistańska Liga Muzułmańska Nawaz i Pakistańska Partia Ludowa[26].
- Irakli Kobachidze zastąpił Irakliego Garibaszwili na stanowisku premiera Gruzji[27].
- Inwazja Rosji na Ukrainę: Prezydent Ukrainy Wołodymyr Zełenski odwołał generała Wałerija Załużnego ze stanowiska Naczelnego Dowódcy armii ukraińskiej po miesiącach plotek o nieporozumieniu między nimi. Dowódca Wojsk Lądowych generał Ołeksandr Syrski został następcą generała Załużnego[28].

## 7 lutego
- İlham Əliyev po raz piąty z rzędu wygrał wybory prezydenckie w Azerbejdżanie(inne języki)[29].

## 6 lutego
- Ołżas Biektienow został premierem Kazachstanu, po uprzedniej rezygnacji Alichan Smaiłowa[30].
- Holenderski właściciel Yandex, rosyjskiej międzynarodowej firmy technologicznej i wyszukiwarki, ogłosił sprzedaż firmy „podmiotowi w całości należącemu do Rosji” za 475 miliardów rubli (5,2 miliarda dolarów)[31].

## 4 lutego
- Liczba ofiar śmiertelnych poważnych pożarów w Valparaíso w Chile wzrosła do co najmniej 112 osób, a pożary uszkodziły od 3 tys. do 6 tys. domów[32].
- W wyniku śmierci Hage Geingoba urząd prezydenta Namibii objął Nangolo Mbumba[33].
- Odbyła się 66. ceremonia wręczenia nagród Grammy[34]

## 3 lutego
- Inwazja Rosji na Ukrainę: Według lokalnych prorosyjskich urzędników co najmniej 28 cywilów zginęło w wyniku ukraińskiego ostrzału w okupowanym przez Rosję Lisiczańsku w obwodzie ługańskim. 10 innych osób zostało uratowanych spod gruzów zniszczonych budynków[35].